# Mecanismul european de protecție civilă
Mecanismul european de protecție civilă (ECPM) a fost instituit în 2001 de Uniunea Europeană pentru a permite țărilor participante (UE și non-UE) să își coordoneze asistența în cazul unei situații de urgență la scară largă care nu poate fi rezolvată doar de sistemul de protecție civilă al unei țări. Acesta poate fi desfășurat oriunde în lume.
Prin sensibilizare, formare, schimburi de experți și organizarea de exerciții de simulare, aceasta contribuie la pregătirea pentru dezastrele viitoare și la evitarea acestora.

## Istoric
Mecanismul european de protecție civilă (ECPM) a fost instituit în 2001, prin Decizia Euratom din 23 octombrie 2001, cu scopul de a oferi țărilor participante la mecanism mijloacele de a se ajuta reciproc sau de a ajuta țări terțe în cazul unei catastrofe.
În 2013, legislația europeană privind protecția civilă (Decizia din 17 decembrie 2013 a Parlamentului European și a Consiliului Uniunii Europene) a modificat semnificativ organizarea MEPC și i-a consolidat rolul:
- concentrarea activităților sale asupra pregătirii și prevenirii dezastrelor, precum și asupra evaluării riscurilor și planificării gestionării riscurilor;
- înființarea Centrului de coordonare a răspunsurilor de urgență (ERCC),[4] care este operațional 24 de ore din 24 și are capacitatea de a monitoriza dezastrele și de a coordona răspunsurile. Acesta lucrează direct cu punctele de contact ale statelor participante și poate răspunde la mai multe solicitări simultan.

### Managementul MEPC
Mecanismul este gestionat de Comisia Europeană prin intermediul Direcției Generale Protecție Civilă Europeană și Operațiuni de Ajutor Umanitar (ECHO). Deoarece aceste două activități merg adesea mână în mână, mandatul umanitar al ECHO a fost extins pentru a include protecția civilă în 2010, în scopul de a coordona asistența statelor participante la ECHP în cazul unui dezastru, atât în ceea ce privește protecția civilă, cât și ajutorul umanitar.

## Mod de operare
Scopul principal al acestui mecanism este de a proteja oamenii, dar poate afecta, de asemenea, mediul, proprietatea și siturile culturale.
Atunci când amploarea unei situații de urgență depășește capacitățile naționale de răspuns ale protecției civile, MEPC permite organizarea unui răspuns coordonat prin punerea în comun eficientă a resurselor oferite de statele participante (resurse umane, tehnice și materiale). Mecanismul poate evita astfel suprapunerea eforturilor și poate furniza asistență care să răspundă cât mai bine nevoilor reale ale țării afectate.
Orice țară din lume, Organizația Națiunilor Unite și agențiile sale și anumite organizații internaționale pot depune o cerere de asistență prin intermediul MEPC.
Treizeci și cinci de țări participă în prezent la MEPC: cele douăzeci și șapte de state membre ale Uniunii Europene și alte nouă țări europene (Albania, Bosnia și Herțegovina, Islanda, Macedonia de Nord, Muntenegru, Norvegia, Serbia, Turcia și Ucraina).
Urgențele pot apărea ca urmare a dezastrelor naturale (de exemplu, incendii forestiere, cutremure, inundații sau epidemii) sau a dezastrelor provocate de om (conflicte, accidente industriale etc.).
MEPC poate fi, de asemenea, activat în situații de urgență care implică poluarea marină (deversări de petrol, scurgeri de produse periculoase în râuri etc.). În aceste cazuri, activitatea este desfășurată în colaborare cu Agenția Europeană pentru Siguranță Maritimă (EMSA).

### Rezerva europeană de protecție civilă
În 2013, pentru a îmbunătăți eficacitatea răspunsului Mecanismului european de protecție civilă, atât în ceea ce privește coordonarea, cât și reducerea timpilor de răspuns, a fost creat un grup de resurse diferite. Resursele medicale sunt puse în comun în cadrul Corpului Medical European.
Atunci când modulele de rezervă sunt activate, 75% din costurile de transport și implementare sunt acoperite de Comisia Europeană.
| Tipul de resursă                                                       | Număr | Statutul furnizorului |
| ---------------------------------------------------------------------- | ----- | --- |
| Salvare în apă cu barca                                                | 5     | Austria Belgia Franța Cehia                                                                                                   |
| Pompare cu debit mare                                                  | 15    | Germania Austria Belgia Finlanda Franța Italia Polonia România Slovacia Slovenia Suedia + o unitate comună a statelor baltice |
| Pompare debit foarte mare                                              | 1     | Țările de Jos |
| Purificarea apei                                                       | 6     | Germania Austria Belgia Danemarca Franța                                                                                      |
| Barieră împotriva inundațiilor                                         | 2     | Austria Franța |
| Unitate medie de salvare, sprijin și căutare                           | 6     | Croația Spania Estonia Portugalia România Turcia                                                                              |
| Unitate grea de salvare, sprijin și căutare                            | 10    | Austria Danemarca Franța Italia Țările de Jos Polonia Cehia Turcia                                                            |
| Evaluare structurală                                                   | 1     | Italia |
| Unitatea subterană de căutare și salvare                               | 3     | Croația Spania Slovenia |
| Unitate de căutare și salvare montană                                  | 1     | Spania |
| Unitatea de căutare și salvare acvatică                                | 1     | Spania |
| Laborator mobil                                                        | 1     | Germania |
| Echipa medicală de urgență                                             | 16    | Belgia Spania Estonia Franța Grecia Italia Norvegia Polonia Portugalia România Turcia                                         |
| Unitatea de evacuare aeromedicală                                      | 2     | România Slovacia |
| Grupul de răspuns la incidentele maritime                              | 2     | Franța Țările de Jos |
| Combaterea poluării maritime                                           | 1     | Suedia |
| Unitatea de evaluare a mediului                                        | 1     | Țările de Jos |
| Unitate de consultanță/expertiză în lupta împotriva incendiilor        | 2     | Spania |
| Avioane pentru combaterea incendiilor forestiere                       | 2     | Franța Grecia |
| Unitate terestră de stingere a incendiilor forestiere                  | 5     | Spania Franța Grecia Portugalia                                                                                               |
| Unitate terestră de luptă împotriva incendiilor forestiere cu vehicule | 15    | Germania Austria Bulgaria Finlanda Franța Grecia Polonia Portugalia România Slovacia Slovenia                                 |
| Detectarea și eșantionarea CBRN                                        | 9     | Germania Austria Danemarca Franța Grecia Italia Portugalia România                                                            |
| Decontaminare CBRN                                                     | 1     | Austria |
| Căutare și salvare în condiții NRBC                                    | 2     | Austria Portugalia |
| Asistență tehnică și echipă de sprijin                                 | 6     | Germania Danemarca Finlanda Italia Țările de Jos Suedia                                                                       |
| Modul dronă                                                            | 3     | Spania Franța |
| Platformă de comunicare                                                | 2     | Franța Luxemburg |
| Modul de găzduire                                                      | 2     | Slovacia Suedia |

## Exemplu de situații de intervenție
- Epidemia de Ebola în Africa de Vest[9] (2014);
- Inundațiile din Bosnia-Herțegovina și Serbia[10] (2014), cea mai mare mobilizare a protecției civile din Europa, implicând 23 de țări;
- Conflicte din estul Ucrainei[11] (2015);
- Criza migrației în Europa[12],[13] (2015);
- Cutremurul din Nepal[14],[15] (2015);
- Incendiile din iunie 2017 din Portugalia (2017)[16];
- Incendiile din vara anului 2018 din Suedia (2018).

## Ajutor pentru țările afectate
Ajutorul este alcătuit din resursele furnizate de țările participante la MEPC. Acesta acoperă asistența materială, expertiza, trimiterea de echipe pe teren și module de intervenție, precum și furnizarea de echipamente specifice.
Experții pot fi, de asemenea, trimiși la fața locului pentru a evalua nevoile și pentru a se coordona cu autoritățile locale și organizațiile internaționale. Aceștia pot, de asemenea, să consilieze țările cu privire la prevenirea și pregătirea pentru a reduce impactul dezastrelor.

## Finanțare
Statele participante asigură cea mai mare parte a finanțării MEPC.
Comisia Europeană oferă sprijin financiar pentru funcționarea generală a ERCC, trimițând echipe de experți, cofinanțând transportul logistic al resurselor, studiile și anchetele, finanțând un program de formare și exerciții și finanțând operațiuni de sensibilizare și informare a publicului.
Pentru perioada 2014-2020, bugetul european alocat pentru punerea în aplicare a MEPC este echivalent cu un total de 368,4 milioane de euro, defalcat după cum urmează:
- 223,7 milioane de euro pot fi utilizate pentru prevenirea, pregătirea și reacția la dezastre în cadrul Uniunii Europene;
- iar restul este rezervat pentru acțiuni similare în afara Uniunii Europene.

Acest buget este suplimentat prin contribuții suplimentare din partea țărilor din afara UE care participă la MECP.
În plus, atunci când asistența europeană în materie de protecție civilă este solicitată de țări terțe, aceasta este în general însoțită de ajutor umanitar.